# Дотик рук дитини
«Дотик рук дитини» (англ. The Touch of a Child's Hand) — американська короткометражна драма 1910 року.

## У ролях
- Джеймс Вінсент — Ден Ньютон
- Джейн Вульф — місіс Ден Ньютон
- Джадсон Мелфорд — маленький Джиммі Ньютон
- Джордж Мелфорд — містер Лівінгстон
- Вел Клірі — маленький Біллі Лівінгстон